# Marco Santucci (fumettista)
Marco Santucci (Arezzo, 9 agosto 1974) è un fumettista italiano.

## Carriera
Prende professionalmente contatto con il fumetto a sedici anni, quando incontra Fabio Civitelli e Marco Bianchini, che lo aiutano a migliorare il suo stile. A venti anni esordisce con la casa editrice Phoenix sulla miniserie Nembo.
Nel corso dei successivi anni collabora con la Star Comics tra le pagine di Samuel Sand, insegna alla Scuola internazionale di comics di Firenze e collabora sempre con Marco Bianchini in qualità di matitista per il personaggio Mister No.
Fonda, insieme ad altri soci, l’Arcadia Studio, casa editrice i cui lavori vanno dal fumetto all'animazione, nella quale, oltre all'attività di disegnatore, ricopre anche quella di sceneggiatore. Grazie all' Arcadia Studio, realizza “Termite Bianca”, pubblicato da Vittorio Pavesio Productions.
Nel 2005 entra nella Sergio Bonelli editore, che gli commissiona la realizzazione di una storia di Tex, sempre in coppia con Marco Bianchini. In seguito entra stabilmente nello staff di un altro personaggio della casa editrice milanese: Dampyr.
Nel 2008 disegna alcune storie per la Marvel Comics, tra cui Secret Invasion: Spider-man, seguita da alcuni numeri di X-factor, Siege:Spider-man e la miniserie Captain America: forever allies.

## Opere disegnate

### Albi di Mister No
- Michele Masiero (testi), Marco Bianchini e Marco Santucci (disegni); I cacciatori e la preda, in Mister No n. 296, Sergio Bonelli Editore, gennaio 2000.
- Michele Masiero (testi), Marco Bianchini e Marco Santucci (disegni); Orrore nella giungla, in Mister No n. 297, Sergio Bonelli Editore, febbraio 2000.
- Michele Masiero e Maurizio Colombo (testi), Marco Bianchini e Marco Santucci (disegni); I dannati della miniera, in Mister No n. 316, Sergio Bonelli Editore, settembre 2001.
- Michele Masiero e Maurizio Colombo (testi), Marco Bianchini e Marco Santucci (disegni); L'assedio, in Mister No n. 317, Sergio Bonelli Editore, ottobre 2001.
- Luigi Mignacco (testi), Marco Bianchini e Marco Santucci (disegni); Allarme atomico, in Mister No n. 334, Sergio Bonelli Editore, marzo 2003.
- Luigi Mignacco (testi), Marco Bianchini e Marco Santucci (disegni); Guerra di spie, in Mister No n. 335, Sergio Bonelli Editore, aprile 2003.
- Luigi Mignacco (testi), Marco Bianchini e Marco Santucci (disegni); Il tesoro di Saint-exupèry, in Mister No n. 360, Sergio Bonelli Editore, maggio 2005.
- Luigi Mignacco (testi), Marco Bianchini e Marco Santucci (disegni); Minaccia dal passato, in Mister No n. 361, Sergio Bonelli Editore, giugno 2005.
- Guido Nolitta (testi), Marco Bianchini e Marco Santucci (disegni); Ayahuasca, in Mister No n. 367, Sergio Bonelli Editore, dicembre 2005.
- Guido Nolitta (testi), Marco Bianchini e Marco Santucci (disegni); Delirio, in Mister No n. 368, Sergio Bonelli Editore, gennaio 2006.

### Albi di Tex
- Mauro Boselli (testi), Marco Santucci e Marco Bianchini (disegni); Omicidio in Bourbon Street, in Tex n. 576, Sergio Bonelli Editore, ottobre 2008.
- Mauro Boselli (testi), Marco Santucci e Marco Bianchini (disegni); Il vecchio di mezzanotte, in Tex n. 577, Sergio Bonelli Editore, novembre 2008.
- Mauro Boselli (testi), Marco Santucci e Marco Bianchini (disegni); La casa dell'alchimista, in Tex n. 578, Sergio Bonelli Editore, dicembre 2008.

### Albi di Dampyr
- Diego Cajelli (testi), Marco Santucci (disegni); L'ombra del drago, in Dampyr n. 120, Sergio Bonelli Editore, marzo 2010.
- Susanna Raule e Diego Cajelli (testi), Marco Santucci (disegni); Carnevale di spettri, in Dampyr n. 131, Sergio Bonelli Editore, febbraio 2011.
- Diego Cajelli (testi), Marco Santucci (disegni); Operazione Viper, in Maxi Dampyr n. 4, Sergio Bonelli Editore, agosto 2012.
- Mauro Boselli (testi), Marco Santucci e Patrick Piazzalunga (disegni); Halloween, in Dampyr n. 163, Sergio Bonelli Editore, ottobre 2013.
- Antonio Zamberletti (testi), Marco Santucci e Patrick Piazzalunga (disegni); El Lobo, in Speciale Dampyr n. 163, Sergio Bonelli Editore, ottobre 2014.

### Albi della Marvel
- Brian Reed (testi), Marco Santucci (disegni); A brand New Secret Invasion (Part 1), in Secret Invasion: The amazing Spiderman n. 1, Marvel Comics, agosto 2008.
- Brian Reed (testi), Marco Santucci (disegni); A brand New Secret Invasion (Part 2), in Secret Invasion: The amazing Spiderman n. 2, Marvel Comics, settembre 2008.
- Brian Reed (testi), Marco Santucci (disegni); A brand New Secret Invasion (Part 3), in Secret Invasion: The amazing Spiderman n. 3, Marvel Comics, ottobre 2008.
- Peter David (testi), Marco Santucci (disegni); Back and there again, in X-Factor n. 41, Marvel Comics, marzo 2009.
- Peter David (testi), Marco Santucci (disegni); X-Factor n. 42, Marvel Comics, giugno 2009.
- Peter David (testi), Marco Santucci (disegni); Timely Events, in X-Factor n. 43, Marvel Comics, luglio 2009.
- Peter David (testi), Marco Santucci (disegni); Dirty, Sexy, Monet, in X-Factor n. 44, Marvel Comics, agosto 2009.
- Peter David (testi), Marco Santucci (disegni); X-Factor n. 45, Marvel Comics, agosto 2009.
- Peter David (testi), Marco Santucci (disegni); X-Factor n. 46, Marvel Comics, settembre 2009.
- Peter David (testi), Marco Santucci (disegni); The invisible girl has vanished, in X-Factor n. 200, Marvel Comics, dicembre 2009.
- Brian Reed (testi), Marco Santucci (disegni); Siege: Spider-Man n. 1, Marvel Comics, 21 aprile 2010.
- Roger Stern (testi), Marco Santucci (disegni); Unfinished business, in Captain America: forever Allies n. 1, Marvel Comics, agosto 2010.
- Roger Stern (testi), Marco Santucci (disegni); Havoc in Hollywood, in Captain America: forever Allies n. 2, Marvel Comics, settembre 2010.
- Roger Stern (testi), Marco Santucci (disegni); Across the Pacific!, in Captain America: forever Allies n. 3, Marvel Comics, ottobre 2010.
- Roger Stern (testi), Marco Santucci (disegni); In the Hall of the Gods, in Captain America: forever Allies n. 4, Marvel Comics, novembre 2010.

### Altre pubblicazioni
- Sylvain Cordurié (testi), Marco Santucci e Axel Gonzalbo (disegni); Une porte sur l'Enfer, in La Mandragore n. 1, Soleil Editions, febbraio 2012.
- Sylvain Cordurié (testi), Marco Santucci e Axel Gonzalbo (disegni); La Part sombre, in La Mandragore n. 2, Soleil Editions, febbraio 2012.